# 日本橋大伝馬町
日本橋大伝馬町（にほんばしおおでんまちょう）は、東京都中央区の地名で、旧日本橋区に当たる日本橋地域内に位置する。「丁目」の設定のない単独町名である。

## 概要
江戸最古の町の一つであり、最大のメイン通りである日光・奥州街道で賑わいを見せた表通りの町で、神田祭などの筆頭氏子町会として山車を引いたことで知られる。現在はオフィス等が連なる町並みで、べったら市などで賑わいを見せる街である。蔦屋重三郎 (本名、喜多川柯理) が、蔦屋 耕書堂を日本橋通油町の奥州街道沿いに店を構えていたことでも知られている。
中央区が定める正式な英語ローマ字表記は Nihonbashi-odemmacho である。

## 歴史
江戸最大の繊維問屋街として名をはせるようになり、往時「木綿店」と通称された一角には、江戸時代には木綿問屋が74軒あり、その中でも6割以上が伊勢国（現在の三重県）の店が占め、かつ松坂出身の店が多くあった。また多数が戦後まで軒を並べていた。主に通旅篭町から通油町にかけて地本問屋が連ねていた。
日本橋大伝馬町はかつて西から東にかけて、1丁目 (江戸期の日本橋大伝馬町2丁目)、2丁目 (江戸期の日本橋通旅篭町または大伝馬町3丁目)、3丁目 (江戸期の日本橋通油町および元浜町の一部と西緑河岸) に分かれていた。町会の境も旧丁目に沿っている。大伝馬町と同様に通油町の町名も江戸初期の慶長年間に起立した古い歴史ある町であった。現在も町会・イベント等で使われている。

## 地理
日本橋地域の北部に位置する。東西方向に長い町域で、街の中央部を東西に横断する道路は、旧奥州街道こと大伝馬本町通りと呼ばれる。南北に縦断する通りの人形町通りと大門通りで東西に3分割されている。

## 世帯数と人口
2023年（令和5年）1月1日現在（中央区発表）の世帯数と人口は以下の通りである。
- 世帯数 : 1,045世帯
- 人口 : 1,765人

### 人口の変遷
国勢調査による人口の推移。
| 年                 | 人口  |
| ------------------ | ----- |
| 1995年（平成7年）  | 162   |
| 2000年（平成12年） | 130   |
| 2005年（平成17年） | 880   |
| 2010年（平成22年） | 1,079 |
| 2015年（平成27年） | 1,389 |
| 2020年（令和2年）  | 1,759 |

### 世帯数の変遷
国勢調査による世帯数の推移。
| 年                 | 世帯数 |
| ------------------ | ------ |
| 1995年（平成7年）  | 107    |
| 2000年（平成12年） | 83     |
| 2005年（平成17年） | 570    |
| 2010年（平成22年） | 656    |
| 2015年（平成27年） | 835    |
| 2020年（令和2年）  | 1,027  |

## 学区
区立小・中学校に通う場合、学区は以下の通りとなる（2025年4月現在）。
- 区域 : 全域
  - 小学校 : 中央区立日本橋小学校
  - 中学校 : 中央区立日本橋中学校

## 事業所
2021年（令和3年）現在の経済センサス調査による事業所数と従業員数は以下の通りである。
- 事業所数 : 358事業所
- 従業員数 : 7,528人

### 事業者数の変遷
経済センサスによる事業所数の推移。
| 年                 | 事業者数 |
| ------------------ | -------- |
| 2016年（平成28年） | 363      |
| 2021年（令和3年）  | 358      |

### 従業員数の変遷
経済センサスによる従業員数の推移。
| 年                 | 従業員数 |
| ------------------ | -------- |
| 2016年（平成28年） | 7,495    |
| 2021年（令和3年）  | 7,528    |

## 観光
名所・史跡
- 蔦屋 耕書堂 - 地本問屋で主人は蔦屋重三郎。1773年 (安永2年)、重三郎は吉原大門の前に書店を開き、初めは吉原細見 (店ごとに遊女の名を記した案内書) の販売、出版から出版業に関わって、山に蔦の印の箱看板を出していて、蔦重 (つたじゅう) と呼ばれていた。1783年 (天明3年) に日本橋通油町、現在の日本橋大伝馬町に移転してきた。山東京伝、曲亭馬琴、十返舎一九などの作家や絵師を抱えていた。浮世絵を出版し、喜多川歌麿と東洲斎写楽を見出した。1802年 (享和2年) に出版された葛飾北斎の『絵本東都遊』に店先の様子が描かれている。
- 日光・奥州街道 - 大伝馬本町通りが該当。
- 大丸百貨店 - 東京店の発祥地。

## 創作物
- 『べらぼう〜蔦重栄華乃夢噺〜』(2025年、NHK大河ドラマ)

## 交通
道路
- 大伝馬本町通り (江戸時代の本町筋や奥州街道と同一のルート)
- えびす通り
- 人形町通り
- 大門通り
- みどり通り

## 画像一覧

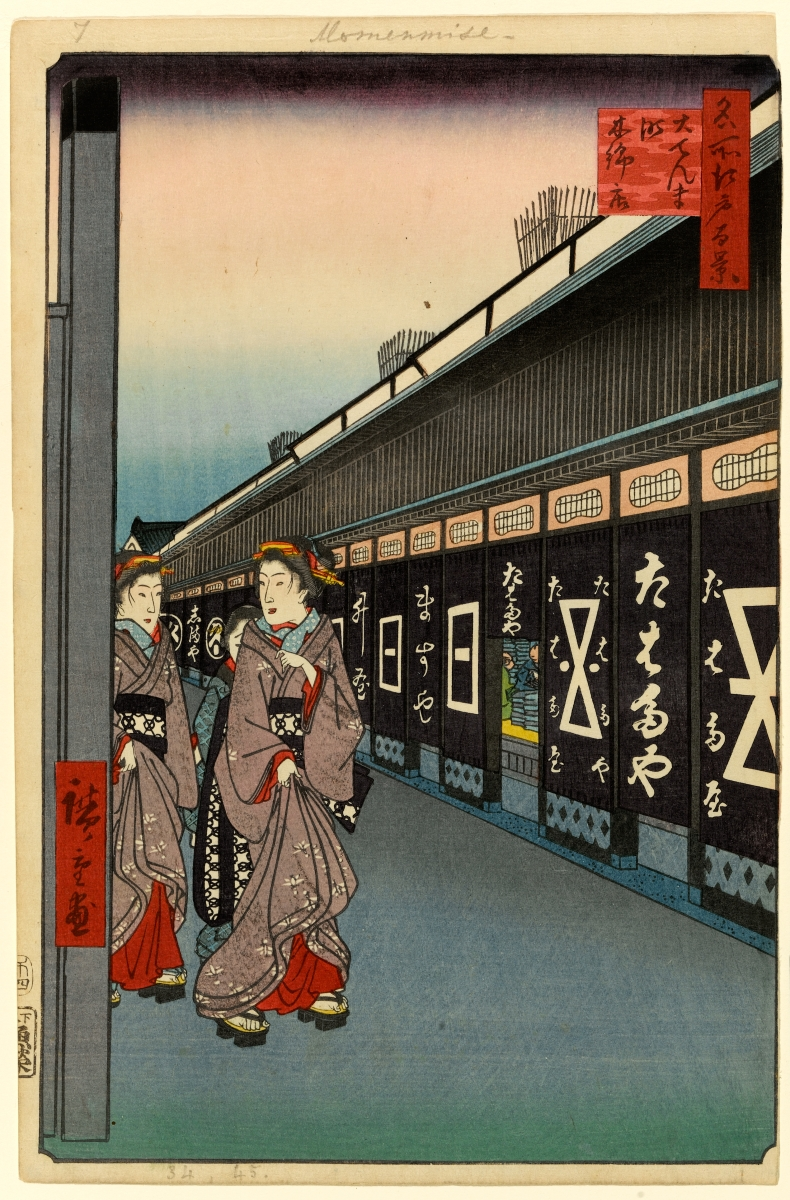
江戸時代の大伝馬町（現：大伝馬町の水天宮通り以西辺り）。長屋形式の店舗に木綿問屋が並ぶ
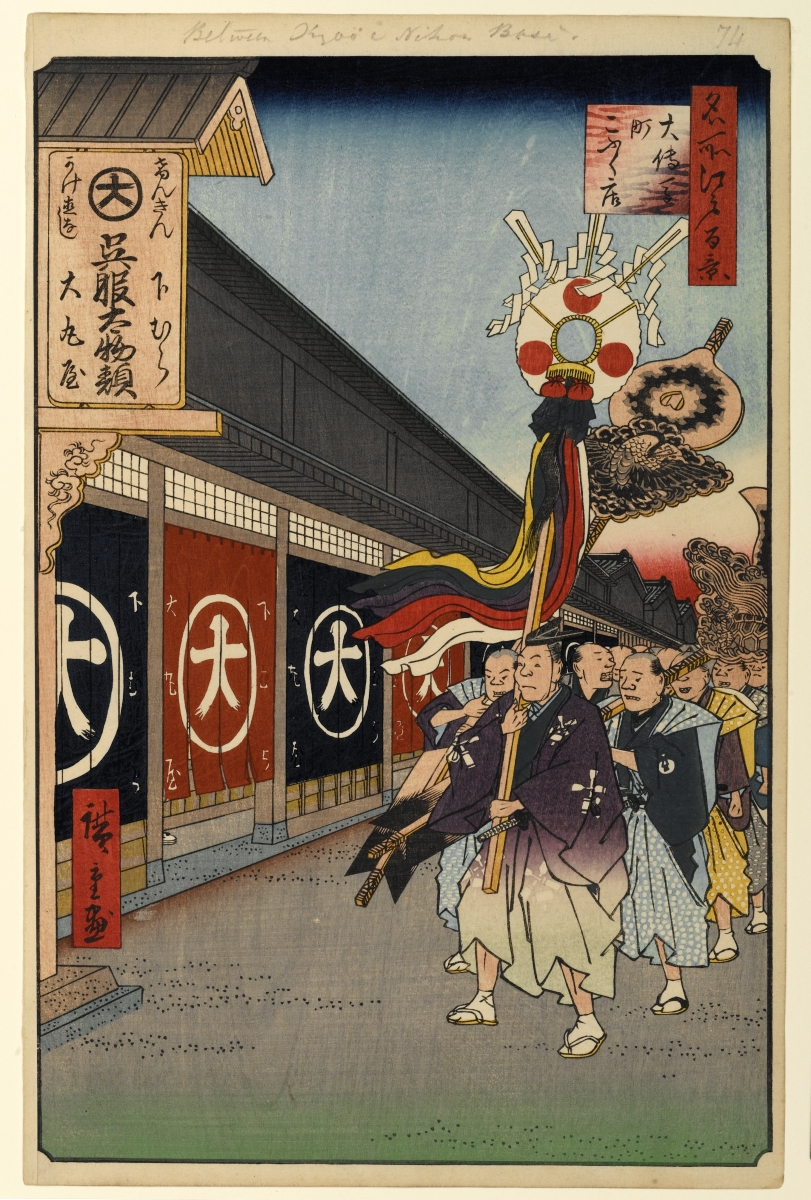
歌川広重『名所江戸百景』「大伝馬町呉服店」。三井越後屋、白木屋と並んで江戸三大呉服店と呼ばれた「大丸屋」の前を通る棟梁送りの様子。
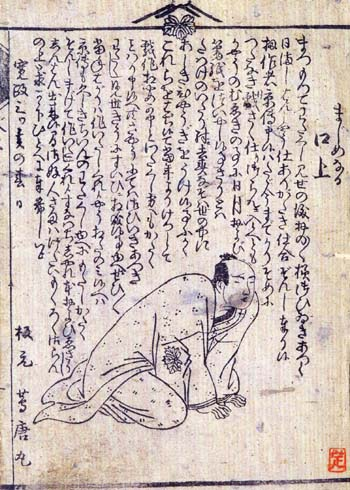
「蔦屋重三郎」版元として出版物に登場した肖像画
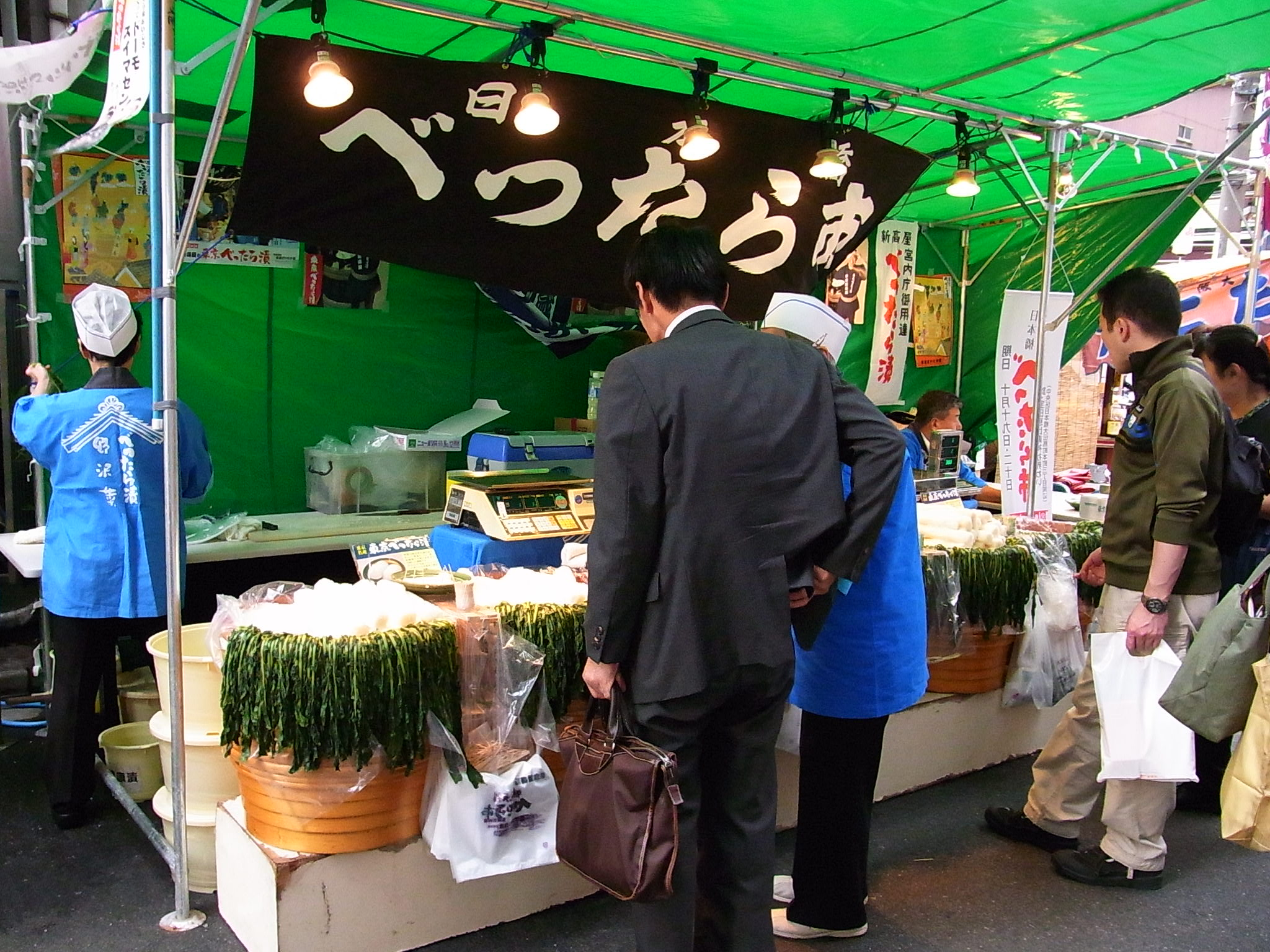
べったら市（2009年10月20日撮影）

## その他

### 日本郵便
- 郵便番号 : 103-0011[3]（集配局 : にほんばし蔵前郵便局[16]）。